# Daleminciens

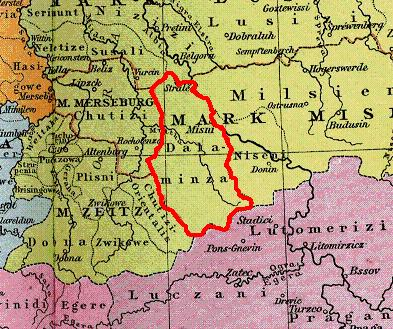
Estimation de l'étendue de la zone habitée par les Daleminciens

Les Daleminciens (en allemand Daleminzier ; en polonais Głomacze ou Gołomacze ; en anglais Glomacze, Golomacze ou Dolomici), sont un ancien peuple slave du nord des monts Métallifères.

## Historique
Ce peuple est mentionné pour la première fois dans les Chroniques de Moissac, qui compile elle-même d'anciens textes francs, dans la notice concernant l'année 805.